# Sztrigyplop
Sztrigyplop (románul: Plopi) egy település Romániában, Erdélyben, Hunyad megyében.

## Fekvése
Hátszegtől északkeletre, Hátszeg és Oláhbrettye közt fekvő település.

## Története
Sztrigyplop (Görbő) Árpád-kori település. Nevét már 1263-ban említették az oklevelek t. Gurbeu alakban írva. 1733-ban Plopi, 1750-ben Plopj, 1760–1762 között Sztrigy Plop, 1805-ben Sztrigy Plopp, 1808-ban Plop (Sztrigy-) h., Plop de Sztrej val., 1913-ban pedig Sztrigyplop alakban írták, de egy 1453-as oklevélben is megjelent a Strigfalwa név, ami szintén a mai Sztigyplop helységnek felel meg.
1263-ban István ifj. király Fenessel és Mácsóval együtt a Miskolc nemzetségbeli Ponyt ispánnak adta. Mivel a 3 faluból álló uradalom központja Fenes (Magyarbrettye) volt, a délen fekvő Ploppal azonosítható. 1406-tól a Betleniek birtokába került, 1468-ban Bethleni Márk is részbirtokos volt, majd 1483-ban Ploph felét Bethleni Gergely Oláhbrettei Pogány Péternek adta zálogba.
A trianoni békeszerződés előtt Hunyad vármegye Hátszegi járásához tartozott.
1910-ben 383 lakosából 7 magyar és 376 román volt. Ebből 7 református, 374 görögkeleti ortodox volt.

## Források

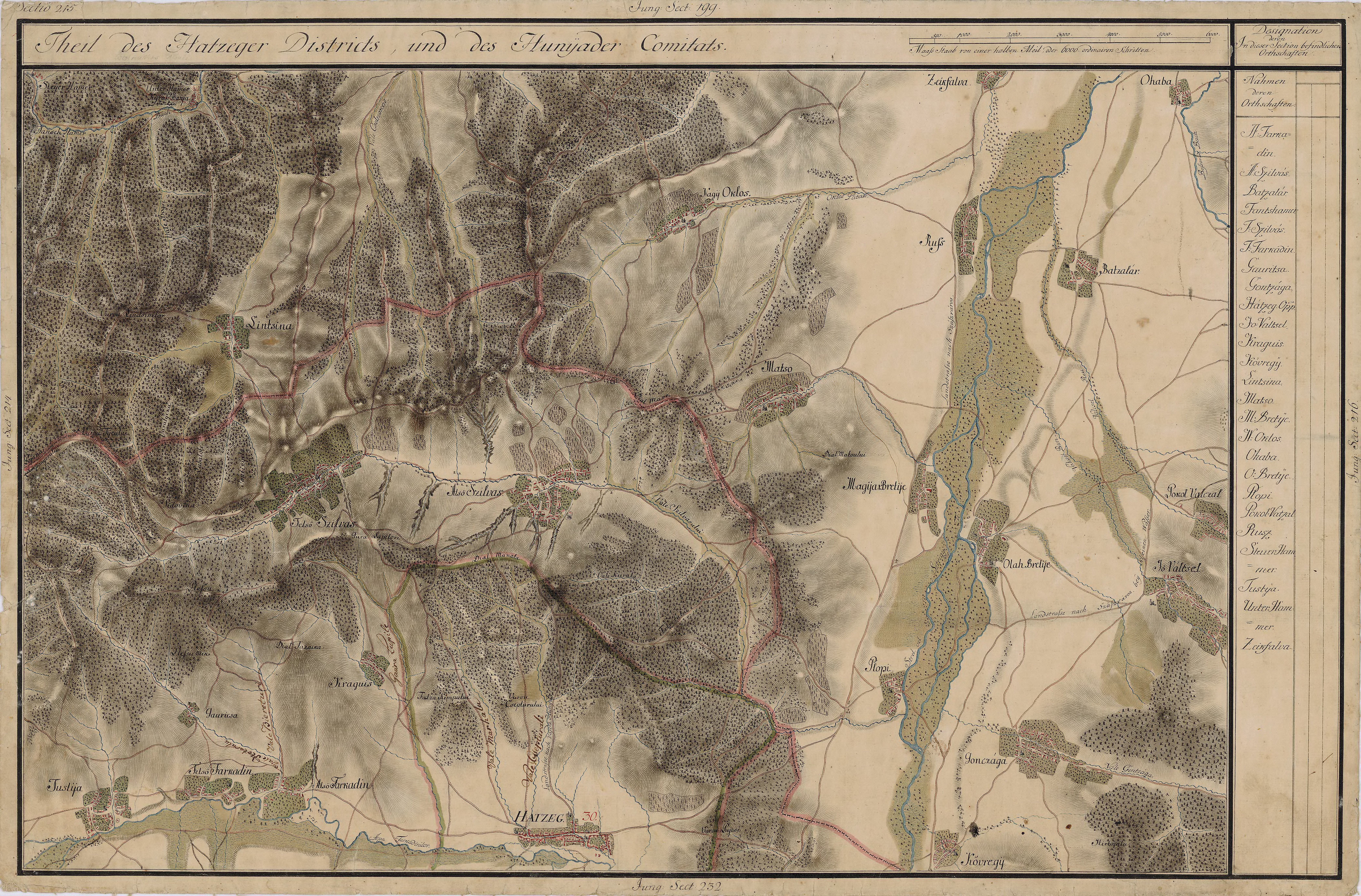
Sztrigyplop, Plop (Görbő) egy régi térképen